# Sissy Atanassova
Sissy Atanassova est une chanteuse tzigane d'origine bulgare.
Son style est représentatif d'un genre musical, le Tchalga qui est très populaire dans la région des Balkans. Il peut aussi être défini avec des termes comme folk-pop ou ethnopop. La musique populaire de la région des Balkans a toujours été influencée par les musiques de l'Est, notamment la musique turque et la musique tzigane.
Depuis le début des années 1980, l'influence de l'Est, appelée pop-narodna, est arrivée en Macédoine et en Bulgarie grâce à des enregistrements pirates à cause de la politique culturelle stricte du gouvernement bulgare qui séparait la vraie musique locale des musiques tzigane et turques. Entre autres, la danse du ventre appelée kyuciek était interdite. Les groupes traditionnels qui jouaient lors de mariages balkaniques et bulgares, les musiciens dits svatbarski qui jouaient ces genres de musiques risquaient d'être arrêtés et poursuivis. Le cialga, musique manouche était bannie. Ce système strict de sanctions contre cette musique faisait partie d'une ségrégation ethnique commencée en 1984, toute coutume ou symbole se rapportant à la culture ottomane était réprimée.

## Discographie
- Bum Bum Boje, Label : Sensible Records, Edizioni Ishtar - Sensible Records, ASIN B003F4EWD4
  1. Bum Bum Boje
  2. Chaje Shukarije
  3. Binnaz
  4. Telefoni
  5. Zelenaja Aka
  6. Haidi Rumelay
  7. Burak Yak Imi
  8. Sonte Kemi Dasum
  9. Gelem, Gelem (la chanson du film de 1967 : "J'ai même rencontré des tziganes heureux")
  10. Aman Katerina Mu
  11. Gelam Dade Tudureste
  12. Na Takto Mi
  13. Cingenem
  14. Mana